# 天安堂 (上海)
天安堂曾是中国上海历史上的一座基督教新教教堂，位于市中心的黄浦区山东中路，已拆除。
天安堂由伦敦会差会开辟于1864年，位于上海英租界麦家圈伦敦会总部，毗邻仁济医院、墨海书馆。首任牧师为麦都思。
天安堂建堂初期，既服务于伦敦会的中国信徒，也服务于在上海英国侨民中的非国教信徒。1885年后者在南苏州路另建新天安堂后，天安堂才完全面向中国信徒。
1908年，天安堂宣布经济自养。民国初年又与伦敦会其他教堂一同加入中华基督教会，1918年在原址翻建，到1924年新堂建成。
1958年，在“献堂献庙”的高潮中，天安堂被献给人民政府，堂址划归仁济医院，用作门诊部。信徒则参加圣三一堂的黄浦区联合礼拜。
1980年代，仁济医院扩建时，将天安堂原址拆除。
伦敦会在上海创立的另外两座教堂是虹口兆丰路（高阳路）620号的天乐堂（麦伦中学附近），以及南市三牌楼路63号的城中堂。